# Masaya megye
Masaya egy megye Nicaraguában. Székhelye Masaya.

## Földrajz
Az ország délnyugati részén található. Megyeszékhely: Masaya.
9 részből áll:
1. Catarina
2. La Concepción
3. Masatepe
4. Masaya
5. Nandasmo
6. Nindirí
7. Niquinomo
8. San Juan de Oriente
9. Tisma